# Glyptophidium longipes
Glyptophidium longipes är en fiskart som beskrevs av Norman, 1939. Glyptophidium longipes ingår i släktet Glyptophidium och familjen Ophidiidae. Inga underarter finns listade i Catalogue of Life.